# Mesua beccariana
Mesua beccariana là một loài thực vật có hoa trong họ Calophyllaceae. Loài này được (Baill.) Kosterm. mô tả khoa học đầu tiên năm 1969.